# Anniken Huitfeldt
Anniken Scharning Huitfeldt (Bærum, 29 novembre 1969) è una storica e politica norvegese del Partito Laburista, dal 2024 ambasciatrice della Norvegia negli Stati Uniti; è stata Ministro degli affari esteri dal 2021 al 2023. In precedenza era stata Ministro della Famiglia e dell'Eguaglianza dal 2008 al 2009, Ministro della Cultura dal 2009 al 2012, Ministro del Lavoro e dell'Inserimento Sociale dal 2012 al 2013.

## Biografia
È nata a Bærum e cresciuta nella città di Jessheim, figlia del pubblico ministero Iver Huitfeldt (nato nel 1943) e Sidsel Scharning (1940–1990). Ha una sorella, Astrid, e un fratello, Anders. È nipote del politico Fritz Huitfeldt e nipote del giudice Otte Huitfeldt.
Ha frequentato la Jessheim Upper Secondary School dal 1985 al 1988, quindi ha lavorato per un anno come segretaria di contea della Lega della Gioventù Operaia, l'ala giovanile del Partito Laburista. Dal 1989 al 1992 ha studiato all'Università di Oslo, laureandosi in scienze politiche e storia, e dal 1992 al 1993 in geografia presso la London School of Economics. Dal 1993 al 1996 ha conseguito il Master in Storia a Oslo.
Huitfeldt è stata coinvolta nella politica studentesca già mentre frequentava la scuola, come membro del consiglio scolastico della contea di Akershus dal 1986 al 1988. È stata anche membro del consiglio centrale della Norges Gymnasiastsamband dal 1987 al 1988 e nella sua nativa Ullensaker è stata membro della commissione municipale per la parità. Ha presieduto la sezione Ullensaker della Lega della Gioventù dei Lavoratori dal 1985 al 1988 ed è diventata membro del consiglio centrale nel 1990. È passata a vicedirettore nel 1994 ed è stata leader della Lega della Gioventù dei Lavoratori dal 1996 al 2000. Dal 2000 al 2001, era il vicepresidente dell'Unione Internazionale della Gioventù Socialista.
È stata eletta vicerappresentante al parlamento norvegese da Akershus per i mandati 1993-1997 e 2001-2005 ed è entrata nel consiglio centrale del partito laburista nel 2002, ma ha lavorato principalmente come ricercatrice nella Fondazione Fafo dal 2000 al 2005. Tra le altre cose ha scritto rapporti sulla schiavitù minorile, sulla tratta, sui matrimoni precoci e sui diritti delle donne. Huitfeldt è stata anche membro del consiglio del Falstad Center dal 2000 al 2005 e di Save the Children Norway dal 2001 al 2005.

## Carriera
Huitfeldt è stata eletta rappresentante a pieno titolo al Parlamento per la prima volta nel 2005 e da allora è stato rieletta. Dal 2005 al 2008 è stata vice capo della Commissione permanente per l'istruzione, la ricerca e gli affari ecclesiastici e dal 2013 al 2021 ha guidato la Commissione permanente per gli affari esteri e la difesa e la Commissione allargata per gli affari esteri e la difesa.
Ha anche guidato la rete delle donne del Partito Laburista per dodici anni, tra il 2007 e il 2019. Si è dimessa dalla carica nel marzo 2019, dopo essere stata eletta leader del Partito Laburista di Akershus, succedendo a Sverre Myrli.

### Ministro dell'infanzia e dell'uguaglianza
Il 29 febbraio 2008 è diventata Ministro dell'Infanzia e dell'Uguaglianza nel Secondo Gabinetto di Stoltenberg. È stata nominata in seguito alle dimissioni di Manuela Ramin-Osmundsen coinvolta in uno scandalo di clientelismo.
A luglio, Huitfeldt ha chiesto il permesso di visitare un amico palestinese in una prigione israeliana. La persona era Hussam Shaheen, che nel 2004 è stato designato segretario della gioventù internazionale di Fatah. Dal dicembre 2006, sia Huitfeldt che molti altri parlamentari laburisti avevano chiesto il permesso di visitare Shaheen. Huitfeldt ha inoltre affermato: "Se Israele è un paese di stato di diritto, dovrebbero darmi tale permesso. Almeno una risposta con un motivo". L'ambasciata israeliana a Oslo ha risposto dicendo che le linee guida consentivano solo i parenti e le famiglie dei prigionieri.
Nel marzo 2009, Huitfeldt ha incontrato Menije Ravandost, che aveva perso ingiustamente il permesso di soggiorno dopo essere stata introdotta di nascosto in Iran contro la sua volontà. Ha descritto la storia di Ravandost come "un'utile impressione" e ha inoltre aggiunto: "La sua storia è importante affinché noi nel ministero possiamo fare buone leggi e regole".

## Vita privata
È sposata con Ola Petter Flem. Hanno tre figli.